# Can Puig-rodonell
Can Puig-rodonell és una masia a un altitud de 156 m al vessant sud del Puig Rodonell al municipi de Brunyola i Sant Martí Sapresa, a la comarca catalana de la Selva.
Pertanyia a l'antic veïnat d'Ermedans. El primer esment escrit data del 1289. L'any 1530 Jaume Puig és senyor útil i fa capbrevació a l'Almoina. Antigament la casa se situava sobre un turó que té la base arrodonida, d'aquí deu venir el nom.